# Премія Міс ван дер Рое
Премія Європейського Союзу в галузі сучасної архітектури — нагорода Міс ван дер Рое (англ. The European Union Prize for Contemporary Architecture — Mies van der Rohe Award) — премія, яку присуджують щодвароки коштом Європейського Союзу та Фонду Міса ван дер Рое, Барселона, для визнання і винагороди якості архітектурних творів у Європі. Названа на честь Людвіга Міса ван де Рое. Церемонія вручення проходить наприкінці травня в Барселоні, в стінах павільйону Німеччини — творіння Міса ван де Рое.

## Історія
Премія заснована 1987 року в рівноправному партнерстві між Європейською комісією, Європейським парламентом та Фондом Міса ван дер Рое. Премія відкрита для всіх робіт, завершених у Європі протягом дворічного періоду до видачі призу. Ці роботи представляються незалежними експертами, національними архітектурними об'єднаннями та консультативним комітетом премії, а потім оцінюються журі, яке визначається для кожного видання. П'ять робіт-фіналістів відвідує журі, яке обирає переможця (Prize Winner) і Новітнього архітектора (Emerging Architect Winner).
Починаючи з 2016 року, нова категорія премії для молодих талантів архітектурної премії (Young Talent Architecture Award, YTAA), висвітлює фінальні дипломні проєкти випускників: архітекторів, ландшафтних архітекторів та міських дизайнерів.
На премію 2019 року номінували сім українських робіт — експозицію «Земля вовків та ведмедів» в Черкаському зоопарку, театр на Подолі, будівлю школи Pechersk School International, Дачний готель Глібівка, Rock house, Центр Митрополита Андрея Шептицького, Stage.

## Список переможців премії
| Рік  | Архітектор(и)                                        | Перемоги Будинок | Перемоги Будинок                                  | Розташування        |
| ---- | ---------------------------------------------------- | ---------------- | ------------------------------------------------- | ------------------- |
| 1988 | Альваро Сіза                                         |                  | Банко Борхес е Ірмао                              | Віла-ду-Конде       |
| 1990 | Сер Норман Фостер                                    |                  | Новий Термінал Аеропорту Станстед                 | Лондон              |
| 1992 | Естеве Бонелл і Франсеск Риус                        |                  | Муніципальний Спортивний Стадіон                  | Бадалона, Барселона |
| 1994 | Ніколас Гримшоу                                      |                  | Міжнародний залізничний вокзал Ватерлоо в Лондоні | Лондон              |
| 1996 | Домінік Перро                                        |                  | Національна бібліотека Франції                    | Париж               |
| 1998 | Петер Цумтор                                         |                  | Дім мистецтв Брегенц                              | Брегенц             |
| 2001 | Рафаель Монео                                        |                  | Центр Kursaal                                     | Сан-Себастьян       |
| 2003 | Заха Хадід                                           |                  | Стоянка і зупинка Енайм Північ                    | Енайм, Страсбург    |
| 2005 | Рем Колхас                                           |                  | Посольство Нідерландів В Берліні                  | Берлін              |
| 2007 | Mansilla+Tuñón Arquitectos                           |                  | Музей сучасного мистецтва Кастільї та Леону       | Леон                |
| 2009 | Снехетта                                             |                  | Норвезький національний театр опери та балету     | Осло                |
| 2011 | Девід Чіпперфілд                                     |                  | Новий Музей                                       | Берлін              |
| 2013 | Henning Larsen Architects і студія Олафура Еліассона |                  | Концертний зал Харпа                              | Рейк'явік           |
| 2015 | Бароцці Вейга                                        |                  | Філармонія в Щецині                               | Щецін               |
| 2017 | NL Architects and XVW architectuur                   |                  | DeFlat Kleiburg                                   | Амстердам           |

## Список Новітніх Архітекторів
| Рік  | Архітектор(и)                  | Будинок | Будинок                                                       | Розташування |
| ---- | ------------------------------ | ------- | ------------------------------------------------------------- | ------------ |
| 2001 | Флоріан Наглер                 |         | Кауфманн Хольц АГ, Центр дистрибуції                          | Бобінген     |
| 2003 | Юрген Майєр Х.                 |         | Stadthaus Scharnhauser Park                                   | Остфільдерн  |
| 2005 | NL Architects                  |         | BasketBar                                                     | Утрехт       |
| 2007 | Bevk Perovic arhitekti         |         | Факультет математики, фізики та математики                    | Любляна      |
| 2009 | Studio UP                      |         | Гімназія 46° 09' С. Ш. / 16° 50' Е                            | Копрівніца   |
| 2011 | Bosch.Capdeferro Arquitectures |         | Collage House                                                 | Жирона       |
| 2013 | Langarita-Navarro Architects   |         | Музична Академія Ред Булл                                     | Мадрид       |
| 2015 | ARQUITECTURA-G                 |         | Casa Luz                                                      | Циллерос     |
| 2017 | MSA and V+                     |         | NAVEZ — 5 соціальних об'єктів на північному в'їзді в Брюссель | Брюссель     |